# Tim Flowers
Timothy David "Tim" Flowers (født 3. februar 1967 i Kenilworth, England) er en tidligere engelsk fodboldspiller, der spillede som målmand hos flere klubber, samt for Englands landshold. Af hans klubber kan blandt andet nævnes Wolverhampton Wanderers, Southampton og sidst men ikke mindst Blackburn Rovers. Med Blackburn vandt han Premier League i 1995.

## Landshold
Flowers spillede i årene mellem 1993 og 1998 elleve kampe for Englands landshold. Han repræsenterede sit land ved EM i 1996 på hjemmebane samt ved VM i 1998 i Frankrig, begge gange dog som reserve for førstevalget David Seaman.